# コンピューターシティ
「コンピューターシティ」は、日本のテクノポップユニット・Perfumeの2枚目のメジャーシングル。2006年1月11日に徳間ジャパンコミュニケーションズから発売された。規格品番はTKCA-72971。

## 解説
「コンピューターシティ」は前作「リニアモーターガール」、次作「エレクトロ・ワールド」と合わせた通称「近未来3部作」の第2弾。中田ヤスタカが作詞した初めての曲で、その歌詞にはPerfumeの楽曲の中で初めて「愛してる」の言葉が使われた。PVは、黒を基調とするコスチュームでCGを多用した前作とは対照的な構成で、CGはあまり使われず、白を基調とした衣装のメンバーのダンスを中心に構成されている。
「コンピューターシティ」は、メンバーが中田ヤスタカから提供された楽曲で一番最初にカッコ良いと感じた曲であり、初めて知人に聴いてもらいたいと思った曲である。あ〜ちゃんは「（本作発表）の頃から、メンバーみんなが自分たちのCDを買い始めたんですよ。たぶんそれぐらいからテクノが好きになったんだと思う。自分たちがやってることに自信が持てるようになって、いろんな人に聴いて欲しいって心から思えるようになった。」とコメントしている。。
カップリング曲の「Perfume」はその名の通り、いわば「Perfumeのテーマソング」ともいえる楽曲。歌詞にはファンへの感謝の気持ちが織り込まれており、ライブでは最後に歌われることが多い。なおライブで使用されるトラックは、CD収録の音源と一部アレンジが異なる。この曲は木の子作詞による最後の楽曲となっており（2023年現在）、以後の楽曲は全て中田ヤスタカが作詞を手がけている。シルシルミシルでは曲のイントロがBGMとして頻繁に使われている。尚、この番組はよくPerfumeの音楽を使用している。
初回盤のみ、特典としてオリジナルトレーディングカードが付属。
2010年10月1日、	音楽番組『ミュージックステーション』にて「コンピューターシティ」を披露し、シングル発売以来約4年後に初のテレビ披露となった。

## チャート成績
初週1,853枚を売り上げ、オリコン週間シングルランキングで初登場48位を獲得した。当時、Perfumeのオリコンチャート最高位作品となった。チャート登場回数は5回。累計3,841枚のセールスを記録した。

## シングル収録内容
| 全作曲・編曲: 中田ヤスタカ。 |                          |              |              |      |
| #                            | タイトル                 | 作詞         | 作曲・編曲   | 時間 |
| 1.                           | 「コンピューターシティ」 | 中田ヤスタカ | 中田ヤスタカ | 4:44 |
| 2.                           | 「Perfume」              | 木の子       | 中田ヤスタカ | 5:15 |
| 合計時間:                    | 合計時間:                | 合計時間:    | 9:59         |      |

## 収録アルバム
| 曲名                 | 収録アルバム               | 発売日        | 備考 |
| -------------------- | -------------------------- | ------------- | ---- |
| コンピューターシティ | Perfume 〜Complete Best〜  | 2006年8月2日  |      |
| コンピューターシティ | Perfume The Best “P Cubed” | 2019年9月18日 |      |
| Perfume              | Perfume 〜Complete Best〜  | 2006年8月2日  |      |

## 収録ライブ映像
- コンピューターシティ
  - ファン・サーヴィス［bitter］
  - Perfume First Tour 『GAME』
  - Perfume 『BUDOUKaaaaaaaaaaN!!!!!』
  - Perfume Second Tour 2009『直角二等辺三角形TOUR』
  - 結成10周年、メジャーデビュー5周年記念!Perfume LIVE@東京ドーム「1 2 3 4 5 6 7 8 9 10 11」
  - Perfume WORLD TOUR 1st
  - Perfume 4th Tour in DOME「LEVEL3」
  - Perfume Anniversary 10days 2015 PPPPPPPPPP『LIVE 3:5:6:9』
  - Perfume 6th Tour 2016『COSMIC EXPLORER』
  - Perfume 8th Tour 2020 “P Cubed” in Dome
- Perfume
  - ファン・サーヴィス［bitter］
  - Perfume First Tour 『GAME』
  - Perfume 『BUDOUKaaaaaaaaaaN!!!!!』
  - Perfume Second Tour 2009『直角二等辺三角形TOUR』
  - Perfume 5th Tour 2014「ぐるんぐるん」